# Atractotomus magnicornis
Espèce
Atractotomus magnicornis est une espèce d'insectes hémiptères de la famille des Miridae.
Elle est proche de A. mali et A. parvulus.

## Description
Comme A. parvalus et A. mali, A. magnicornis est une petite punaise de couleur noire ou rouge-brun foncée, dont la surface supérieure est couverte de soies dorées ou argentées.
L'adulte a une taille d'environ 3 mm.
Le premier segment de l'antenne est cylindrique chez le mâle comme chez la femelle, tandis que le deuxième segment est épaissi chez la seule femelle. Il partage cette caractéristique avec A. parvalus, chez qui le deuxième segment de l'antenne est un peu moins long.
A. magnicornis affectionne l'épicéa commun tandis que A. parvalus préfère le pin sylvestre.
On trouve les adultes de juin à août.

## Répartition
Atractotomus magnicornis est présent en Europe de l'Ouest excepté la péninsule ibérique et l'Irlande. Au nord on le rencontre en Scandinavie jusqu'à des latitudes sub-polaires ainsi que dans les pays baltes, et vers l'est jusqu'en Hongrie.
Elle est signalée comme espèce invasive sans preuve d'impact à New York, et on la trouve dans la région autour de Toronto au nord des lacs Ontario et Érié.

## Systématique
Le nom valide complet (avec auteur) de ce taxon est Atractotomus magnicornis (Fallén, 1807).
L'espèce a été initialement classée dans le genre Capsus sous le protonyme Capsus magnicornis Fallen, 1807.
Atractotomus magnicornis a pour synonymes :
- Atractotomus buenoi Knight, 1923
- Atractotomus crinicornis (Burmeister, 1835)
- Atractotomus magnicornis subsp. buenoi Knight, 1923
- Atractotomus magnicornis Wagner & Weber, 1964
- Capsus magnicornis Fallen, 1807
- Heterotoma crinicornis Burmeister, 1835